# Cucuchucho
Cucuchucho es una localidad del estado mexicano de Michoacán. Es parte del municipio de Tzintzuntzan.

## Demografía
| Gráfica de evolución demográfica |
|                                  |

| Censo | Población |
| ----- | --------- |
| 1900  | 357       |
| 1910  | 337       |
| 1921  | 494       |
| 1930  | 329       |
| 1940  | 295       |
| 1950  | 440       |
| 1960  | 391       |
| 1970  | 476       |
| 1980  | 575       |
| 1990  | 789       |
| 2000  | 1070      |
| 2010  | 1302      |
| 2020  | 1595      |